# Herve (queijo)

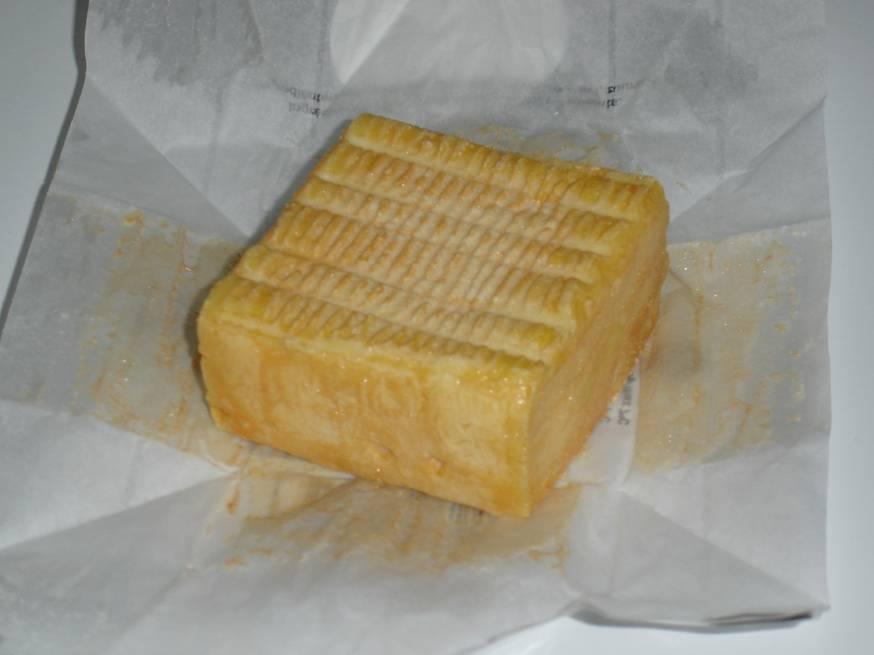
Herve

Herve é um queijo de pasta mole, de crosta lavada, de origem belga. Ele é obtido a partir de leite de vaca cru ou pasteurizado e fabricado segundo os processos tradicionais da região de Herve. Apresenta uma forma cúbica ou paralelepipédica e um peso líquido de 50, 100, 200 ou 400 gramas. A estrutura interna do queijo é homogénea, firme e untuosa, com um teor de matéria gorda, em relação à matéria seca, de pelo menos 45%. 
A área geográfica de produção e maturação é delimitada a sul pelas regiões de Vesdre e de Ourthe, a oeste pelo rio Meuse, a norte pela fronteira holandesa e a leste pela fronteira alemã.

## Origens
O queijo de Herve é fabricado desde o século XV nas quintas da região de pastagens situada em torno da cidade de Herve. O queijo de Herve é o resultado de uma pesquisa efectuada no final da Idade Média pelos produtores de gado que pretendiam conservar até ao princípio do inverno a produção excedente de leite fermentando a tradicional coalhada (queijo branco). No tempo de Carlos V foi proibida a exportação de trigo para os Países Baixos, pelo que, em meados do século XVI, as pessoas da região de Herve viram-se obrigadas a transformar uma parte das suas terras em pastagens. Foi a partir desta época que a produção de queijo se
diversificou, orientada para o mercado local e para a exportação em grande escala.
Em função das variantes, que não afectam, no essencial, a sua especificidade, os queijos de Herve eram conhecidos sob as designações "remoudous" (duplo creme cuja receita foi definida em 1512) ou "quatre saisons", "bizeux", etc.